# Карл Филип Емануел Бах
Карл Филип Емануел Бах (Вајмар, 8. март 1714 — Хамбург, 14. децембар 1788) био је немачки композитор из чувене музичке породице Бах. Помиње се као „Бах из Берлина и Хамбурга“. Он је најпознатији од музичара синова Јохана Себастијана Баха.
Карл је био други син Јохана Себастијана и његове прве жене Марије Барбаре. Рођен је 1714. у Вајмару, а одрастао у Кетену и Лајпцигу. Године 1738. одлучио је да напусти академску каријеру правника и посвети се музици. Радио је као музичар на двору Фридриха Великог и стекао репутацију као композитор и извођач на инструментима са клавијатуром. Од 1768. радио је као капелмајстор у Хамбургу, где се посветио црквеној музици (ораторијум „Израелићани у пустињи“).
У његовом делу истичу се иновативне сонате за клавијатуре које по структури одскачу од италијанских и бечких узора, а представљају претечу каснијих тенденција (цикличне и импровизоване форме). Његова дела се сврставају у такозвани осећајни стил у музици. Писао је још симфоније, песме и кантате.
Написао је око 200 дела за чембало, клавикорд и клавир, као и на десетине соната, педесетак концерата за оргуље, двадесетак синфонија и неколико ораторијума од којих су неки посвећени Христовом страдању.
Карл Филип Емануел Бах важи за једног од најзначајнијих композитора на прелазу из барока у доба Бечких класичара. За живота био је познатији од оца. Ценили су га композитори наредних епоха, рецимо Јозеф Хајдн и Волфганг Амадеус Моцарт.